# Qualificazioni al Campionato africano femminile di pallacanestro 2007
Le qualificazioni per il Campionato africano di pallacanestro femminile 2007 misero in palio 7 posti per gli Campionati africani 2007 che si tennero in Senegal.

## Qualificate
Nazione ospitante:
 Senegal
Grazie ai risultati della precedente edizione:
- Nigeria
- Mali
- RD del Congo
- Mozambico

## Eliminatorie Zona I
Torneo non disputato. Qualificata  Tunisia

## Eliminatorie Zona II
Torneo non disputato. Qualificata  Guinea.

## Eliminatorie Zona III
| Squadra        | P.ti | G | V | P | PF  | PS  | DP   |
| -------------- | ---- | - | - | - | --- | --- | ---- |
| Costa d'Avorio | 4    | 2 | 2 | 0 | 166 | 66  | +100 |
| Togo           | 2    | 2 | 0 | 2 | 66  | 166 | −100 |

## Eliminatorie Zona IV
Torneo non disputato.  Camerun qualificata

## Eliminatorie Zona V
| Squadra | P.ti | G | V | P | PF  | PS  | DP   |
| ------- | ---- | - | - | - | --- | --- | ---- |
| Kenya   | 8    | 4 | 4 | 0 | 373 | 133 | +240 |
| Ruanda  | 5    | 4 | 1 | 3 | 190 | 307 | -117 |
| Burundi | 5    | 4 | 1 | 3 | 171 | 294 | -123 |

## Eliminatorie Zona VI
| Squadra   | P.ti | G | V | P | PF  | PS  | DP   |
| --------- | ---- | - | - | - | --- | --- | ---- |
| Mozambico | 8    | 4 | 4 | 0 | 377 | 234 | +143 |
| Angola    | 7    | 4 | 3 | 1 | 369 | 197 | +172 |
| Zimbabwe  | 6    | 4 | 2 | 2 | 295 | 311 | −16  |
| Sudafrica | 5    | 4 | 1 | 3 | 271 | 324 | −53  |
| Zambia    | 4    | 4 | 0 | 4 | 219 | 465 | −246 |

## Eliminatorie Zona VII
Torneo non disputato.  Madagascar qualificata come unica partecipante.